# Léon Ehrhart
Léon Ehrhart (* 11. Mai 1854 in Mülhausen, Elsass; † 4. Oktober 1875 in Porretta) war ein französischer Komponist.

## Leben
Ehrhart wurde als Sohn des Lehrers Valentin Ehrhard und der Thérèse Schelbaum geboren. Ehrhart hatte ersten Musikunterricht in seiner Heimatstadt bei Joseph Heyberger. Er wurde dann in Paris Orgelschüler von Alexis Chauvet und am Conservatoire de Paris Schüler von François Benoist, bei dem er Komposition studierte. 1870, noch während des Studiums, wurde er mit noch nicht 16 Jahren Organist in der Kirche Saint-Pierre de Montrouge in Paris und begann mit der Komposition christlicher Orgelwerke, darunter ein "Kyrie" und ein "Benedictus". Im selben Jahr erhielt er am Conservatoire eine Belobigung für Kontrapunkt und Fuge sowie einen ersten Preis für Orgel. 1874 gewann er mit der Kantate Acis et Galatée nach Eugène Adenis den Premier Grand Prix de Rome, der mit einem mehrmonatigen Aufenthalt in der Villa Medici verbunden ist.
Zu dieser Zeit komponierte er den Prologue musical La Muse populaire zur Eröffnung des Théâtre-Lyrique sowie eine Suite d'orchestre: Prélude et Intermezzo (1874). Im Sommer 1874 trat er die mit dem Prix de Rome verbundene Reise nach Rom an. Dort komponierte er ein großes Oratorium und die komische Oper Maître Martin. Im Januar 1875 kehrte er vorübergehend nach Paris zurück, erkrankte anschließend nach der erneuten Reise nach Rom an einem Fieber und reiste im September des Jahres nach Venedig, wo er sich mit Malaria infizierte. Schwer krank machte er sich auf die Rückreise nach Rom. Er musste die Fahrt in Porretta bei Florenz unterbrechen, wo er am 4. Oktober starb. Als Todesursache wurde ein gerissenes Aneurysma des Aortenbogens diagnostiziert.